# Renströmstjärnen
Renströmstjärnen är en sjö i Jokkmokks kommun i Lappland och ingår i Piteälvens huvudavrinningsområde. Sjön har en area på 0,0464 kvadratkilometer och ligger 506,4 meter över havet. Renströmstjärnen ligger i Udtja Natura 2000-område.

## Delavrinningsområde
Renströmstjärnen ingår i det delavrinningsområde (736416-166369) som SMHI kallar för Utloppet av Padjejaure. Medelhöjden är 520 meter över havet och ytan är 8,12 kvadratkilometer. Det finns inga avrinningsområden uppströms utan avrinningsområdet är högsta punkten. Vattendraget som avvattnar avrinningsområdet har biflödesordning 4, vilket innebär att vattnet flödar genom totalt 4 vattendrag innan det når havet efter 169 kilometer. Avrinningsområdet består mestadels av skog (85 procent). Avrinningsområdet har 0,6 kvadratkilometer vattenytor vilket ger det en sjöprocent på 7,4 procent.